# Hispanoamérica (Madrid)
Hispanoamérica es un barrio del distrito de Chamartín, situado en la zona noreste de la ciudad de Madrid. Sus límites son al norte la avenida de Alberto Alcocer y avenida de Costa Rica, al sur con la avenida de Concha Espina; al oeste con el paseo de la Castellana y al este con la avenida de la Paz (M-30). En el extremo suroccidental de este barrio se ubica el estadio Santiago Bernabéu.

## Historia
Históricamente, el barrio de Hispanoamérica pertenecía al municipio de Chamartín de la Rosa, y en su día, antes de que se urbanizase desde mediados de los años 70, estaba formado por tres núcleos menores. 
Al oeste, al lado de la Castellana (que era en su día una bajada de aguas), se encontraba parte de la aldea de Maudes, que se extendía hacia el otro lado del arroyo. En los terrenos de Maudes se construyó el primer estadio de Chamartín, sustituido por el Santiago Bernabéu y donde juega desde hace muchos años el Real Madrid CF.
La zona central, en torno a la calle Menta (hoy, c/ Víctor Andrés Belaúnde) estaba ocupado por un caserío: el barrio de las Cuarenta Fanegas, cerca de los terrenos de los monjes, donde hoy está el Hospital San Rafael.
Al este, en la zona más cercana al arroyo Abroñigal (hoy la M-30) había un caserío más pequeño, entre el Club de Tenis Chamartín y la colonia la RENFE.

## Transporte

### Cercanías Madrid
A pesar de que el barrio es atravesado por ambos túneles Atocha-Chamartín, ninguno de los dos efectúa parada en él. Las estaciones más cercanas son Nuevos Ministerios (C-2, C-3, C-4, C-7, C-8 y C-10, situada en el barrio de El Viso) y Chamartín (C-1, C-2, C-3, C-4, C-7, C-8 y C-10, así como trenes de media y larga distancia, barrio de Castilla). Ambas estaciones tienen buenas conexiones con el barrio; en el caso de Nuevos Ministerios, se puede llegar directamente mediante las líneas 8 y 10 de metro y las líneas 7, 14, 27, 40 y 150 de la EMT, mientras que a Chamartín se puede llegar mediante la línea 10 de Metro y la línea 5 de la EMT.

### Metro de Madrid
El barrio es servido por las líneas 4, 8, 9 y 10. Sin embargo, y debido a la forma alargada del barrio, no existen conexiones entre ellas (a excepción de la estación Colombia), debiendo realizar grandes rodeos para movimientos internos por el barrio (por lo que resultan más prácticos los autobuses para los mismos).
- La línea 4 da servicio al extremo suroriental del barrio con la estación Avenida de la Paz.
- Las líneas 8 y 9 da servicio al corazón del barrio con la estación Colombia.
- La línea 10 da servicio al oeste del barrio con las estaciones Cuzco y Santiago Bernabéu.

### Autobuses
El barrio está muy bien servido por autobuses, debido a su condición de lugar de paso.
| Línea | Terminales                            |
| ----- | ------------------------------------- |
| 5     | Sol-Sevilla – Estación de Chamartín   |
| 7     | Alonso Martínez – Manoteras           |
| 9     | Sevilla – Hortaleza                   |
| 11    | Marqués de Viana – Barrio Blanco      |
| 14    | Conde de Casal – Pío XII              |
| 16    | Moncloa – Pío XII                     |
| 27    | Embajadores – Plaza de Castilla       |
| 29    | Felipe II – Manoteras                 |
| 40    | Tribunal – Alfonso XIII               |
| 43    | Felipe II – Estrecho                  |
| 51    | Sol-Sevilla - Plaza Perú              |
| 52    | Sol-Sevilla – Santamarca              |
| 72    | Diego de León – Hortaleza             |
| 73    | Diego de León – Feria de Madrid       |
| 87    | República Dominicana – Las Cárcavas   |
| 120   | Plaza de Lima – Hortaleza             |
| 126   | Nuevos Ministerios – Barrio del Pilar |
| 147   | Callao – Barrio del Pilar             |
| 150   | Sol-Sevilla – Virgen del Cortijo      |
| N1    | Cibeles – Sanchinarro                 |
| N2    | Cibeles – Valdebebas                  |
| N22   | Cibeles – Barrio de La Paz            |
| N24   | Cibeles – Las Tablas                  |